# Бегишевское сельское поселение (Татарстан)
Бегишевское се́льское поселе́ние — муниципальное образование в Заинском районе Татарстана Российской Федерации.
Административный центр — село Бегишево.

## История
Статус и границы сельского поселения установлены Законом Республики Татарстан от 31 января 2005 года № 23-ЗРТ «Об установлении границ территорий и статусе муниципального образования "Заинский муниципальный район" и муниципальных образований в его составе».

## Население
| 2010 | 2011  | 2012  | 2013  | 2014  | 2015  | 2016 |
| ---- | ----- | ----- | ----- | ----- | ----- | ---- |
| 1078 | ↘1077 | ↘1056 | ↘1052 | ↘1042 | ↘1035 | ↘982 |
| 2017 | 2018  |       |       |       |       |      |
| ↘961 | ↘926  |       |       |       |       |      |

## Состав сельского поселения
| № | Населённый пункт | Тип населённого пункта       | Население |
| - | ---------------- | ---------------------------- | --------- |
| 1 | Байрак           | деревня                      |           |
| 2 | Бегишево         | село, административный центр |           |
| 3 | Верхние Лузы     | село                         |           |
| 4 | Карманово        | село                         |           |
| 5 | Керекес          | село                         |           |
| 6 | Нижние Лузы      | село                         |           |